# Sarthe (rivier)
De Sarthe is een rivier in Frankrijk.
De Sarthe ontspringt in de heuvels van de Perche en vloeit ten noorden van Angers samen met de Mayenne, vanwaar zij samen de Maine vormen.
De Sarthe stroomt door drie departementen:
- Orne in Normandië
- Sarthe en Maine-et-Loire in de Pays de la Loire

De voornaamste zijrivieren zijn de Briante, de Erve, de Huisne, de Loir, de Merdereau, de Orthe, de Sarthon, de Vaige en de Vandelle.

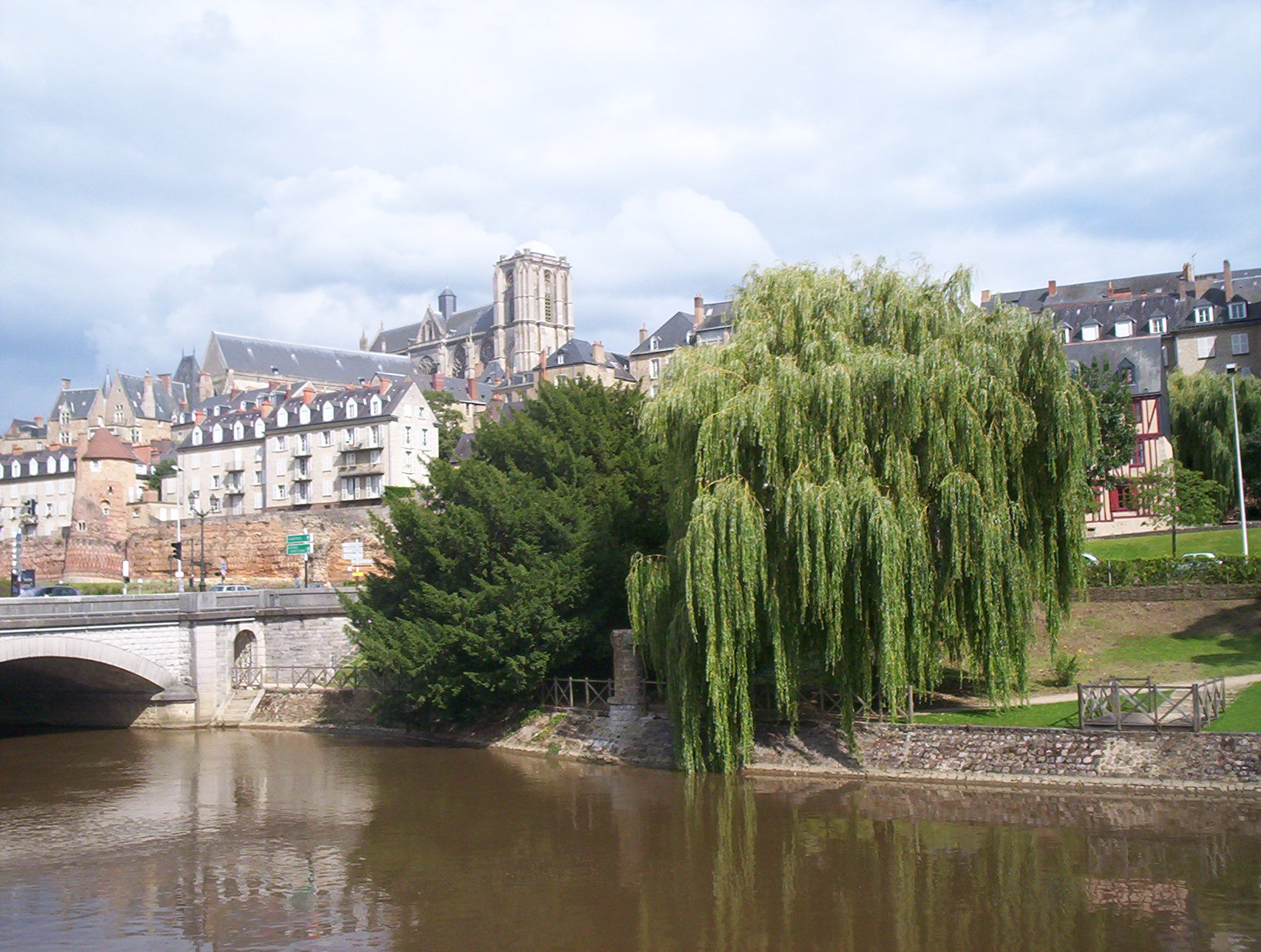
Le Mans
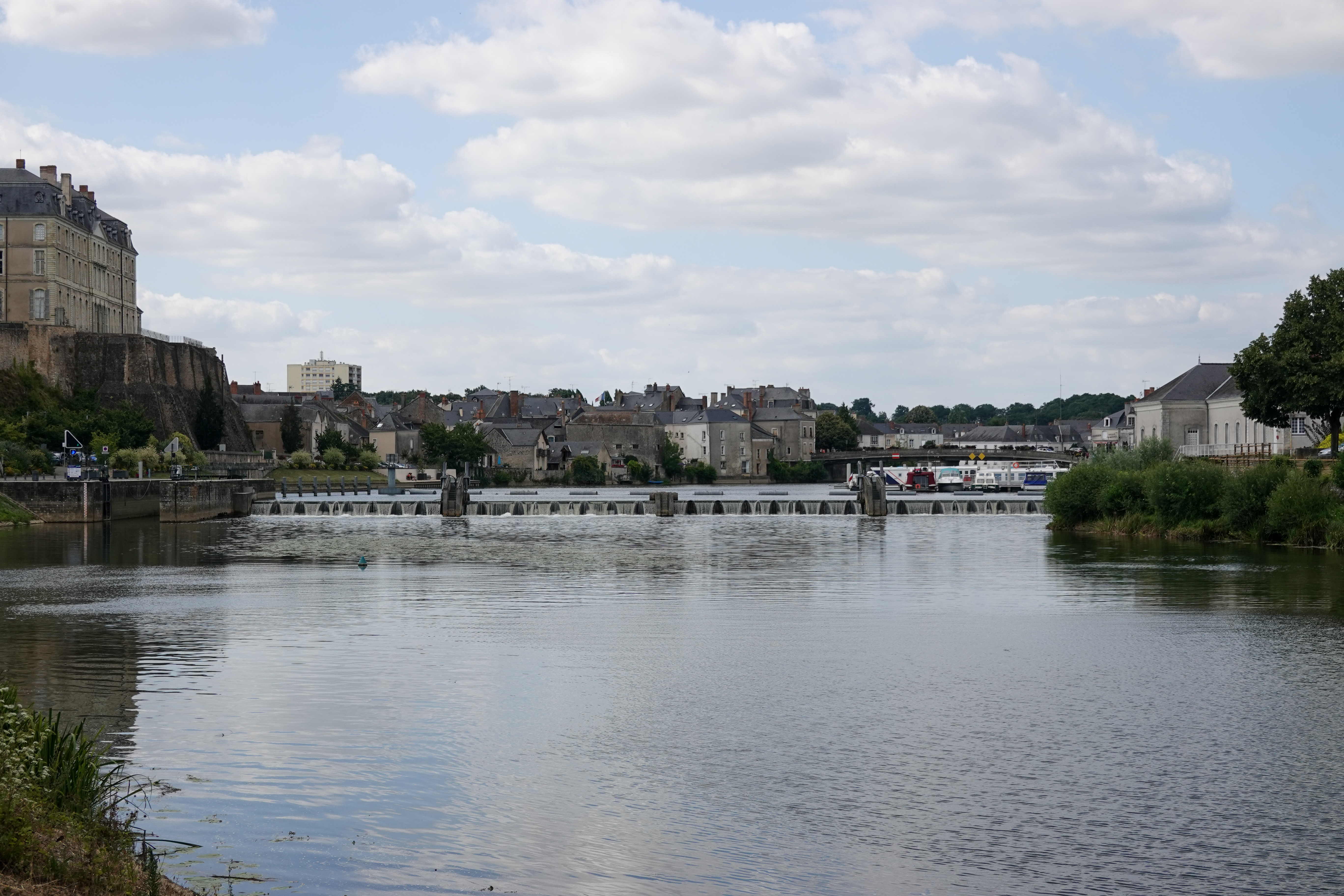
Sablé-sur-Sarthe
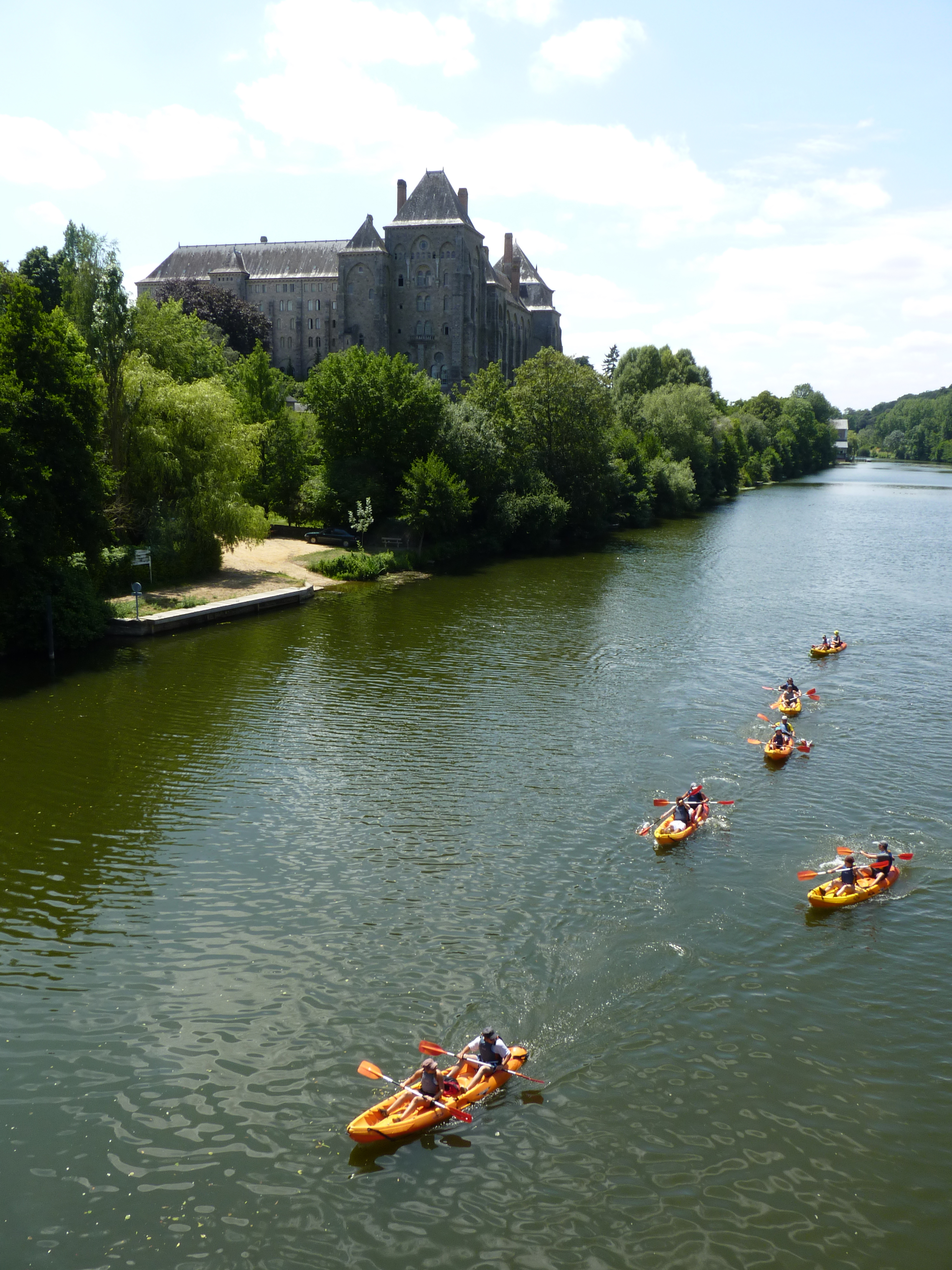
Abdij Saint-Pierre van Solesmes